# Eenheid (algebra)
In de algebra, een deelgebied van de wiskunde, heet een element {\displaystyle u} van een unitaire ring {\displaystyle R}, d.w.z. een (niet noodzakelijk commutatieve) ring met een neutraal element 1 voor de vermenigvuldiging, een eenheid in {\displaystyle R}, als {\displaystyle u} een invers element voor de vermenigvuldiging heeft. Eenvoudig geformuleerd: een eenheid is een deler van 1.
De term moet niet verward worden met de term eenheid zoals die soms gebruikt wordt om het eenheidselement 1 van de ring aan te duiden, in een uitdrukkingen als 'ring met eenheid'. Om deze reden noemen sommige auteurs het element 1 de 'identiteit'.

## Eigenschappen
- De verzameling van alle eenheden vormt een groep voor de vermenigvuldiging.  Het product van twee eenheden is immers ook weer een eenheid.
- Als {\displaystyle R} een lichaam (Ned) / veld (Be) is, dan is elk element, buiten het neutraal element van de optelling, een eenheid.

In een ring {\displaystyle R} met een multiplicatieve identiteit {\displaystyle 1} heet een element  een eenheid als het multiplicatieve inverse {\displaystyle v} heeft in de ring, dus waarvoor geldt: 
{\displaystyle vu=uv=1}
De verzameling eenheden {\displaystyle \mathrm {U} (R)} van de ring vormt een groep, de eenhedengroep, onder de vermenigvuldiging van de ring.

## Voorbeelden
- De multiplicatieve identiteit {\displaystyle 1} en zijn additieve inverse {\displaystyle -1} zijn altijd eenheden.
- Meer in het algemeen is elke eenheidswortel {\displaystyle r} in een ring een eenheid, want als {\displaystyle r^{n}=1}, dan is {\displaystyle r^{n-1}=1} een multiplicatieve inverse van {\displaystyle r}.
- In een niet-triviale ring is het nulelement {\displaystyle 0} geen eenheid, zodat de eenhedengroep {\displaystyle \mathrm {U} (R)} niet gesloten is onder optellen.
- Een ring {\displaystyle R} waarin elk element ongelijk aan {\displaystyle 0} een eenheid is (dat wil zeggen dat {\displaystyle \mathrm {U} (R)=R\setminus \{0\}}) wordt een delingsring (of scheeflichaam (Ned)/lichaam (Be)) genoemd. Een commutatieve delingsring is een lichaam (Ned) / veld (Be). De eenhedengroep {\displaystyle \mathrm {U} (\mathbb {R} )} van het lichaam/veld {\displaystyle \mathbb {R} } van de reële getallen is {\displaystyle \mathbb {R} \setminus \{0\}}.
- In de deelverzameling van de complexe getallen {\displaystyle \{a+bi|a,b\in \mathbb {Z} \}}, de zogeheten gehele getallen van Gauss, zijn 1, i, -1 en -i de eenheden.
- In {\displaystyle \mathbb {C} [X]} zijn de eenheden de constante niet-nul functies.

Gehele getallen
In de ring van gehele getallen {\displaystyle \mathbb {Z} } zijn {\displaystyle 1} en {\displaystyle -1} de enige eenheden.
In een getallenlichaam kunnen over het algemeen meer eenheden voorkomen. Zo is in de ring {\displaystyle \mathbb {Z} \left[{\tfrac {1}{2}}(1+{\sqrt {5}})\right]}, die ontstaat door het kwadratisch geheel getal {\displaystyle {\tfrac {1}{2}}(1+{\sqrt {5}})} aan {\displaystyle \mathbb {Z} } toe te voegen:
{\displaystyle ({\sqrt {5}}+2)({\sqrt {5}}-2)=1}
dus zijn {\displaystyle {\sqrt {5}}+2} en {\displaystyle {\sqrt {5}}-2} eenheden. (In feite is de eenheidsgroep van deze ring oneindig. Aangezien toenemende machten van {\displaystyle {\sqrt {5}}+2} steeds groter worden en ook eenheden zijn, is de groep duidelijk niet-cyclisch.)
In feite beschrijft de eenheidsstelling van Dirichlet precies de structuur van {\displaystyle \mathrm {U} (R)}: de groep is isomorf met een groep in de vorm van een directe som
{\displaystyle \mathbb {Z} ^{n}\oplus \mu _{R}}
waarbij {\displaystyle \mu _{R}} de eindige, cyclische groep van eenheidswortels is in {\displaystyle R}, en {\displaystyle n=r+s-1} de rang van de eenhedengroep is, waarbij {\displaystyle r,s} respectievelijk het aantal echte inbeddingen en het aantal paren complexe inbeddingen van {\displaystyle \mu _{R}} zijn.
Hiermee wordt het bovenstaande voorbeeld verbeterd: de eenhedengroep van een reëel kwadratisch lichaam/veld is oneindig van rang 1, aangezien {\displaystyle r=2,s=0}.
In de ring {\displaystyle \mathbb {Z} /n\mathbb {Z} } van gehele getallen modulo {\displaystyle n} zijn de eenheden de congruentieklassen modulo {\displaystyle n} gerepresenteerd door gehele getallen die copriem zijn met {\displaystyle n}. Ze vormen de multiplicatieve groep van gehele getallen modulo {\displaystyle n}.

### Veeltermen en machtreeksen
Voor een commutatieve ring {\displaystyle R} zijn de eenheden van de polynoomring {\displaystyle R[x]} precies die polynomen
{\displaystyle p(x)=a_{0}+a_{1}x+\ldots a_{n}x^{n}}
waarvan {\displaystyle a_{0}} een eenheid is in {\displaystyle R}, en de resterende coëfficiënten {\displaystyle a_{1},\ldots ,a_{n}} nilpotente elementen zijn, d.w.z. voldoen {\displaystyle a_{i}^{N}=0} voor een of andere {\displaystyle N}. 
In het bijzonder, als {\displaystyle R} een integriteitsdomein is (heeft geen nuldelers), komen de eenheden van {\displaystyle R[x]} overeen met die van {\displaystyle R}.
De eenheden van de ring van formele machteeksen {\displaystyle R[[x]]} zijn precies die  machtreeksen
{\displaystyle p(x)=\sum _{i=0}^{\infty }a_{i}x^{i}}
waarvoor {\displaystyle a_{0}} een eenheid is in {\displaystyle R}. 

### Matrixringen
De eenhedengroep van de ring {\displaystyle \mathrm {M} (n,R)} van {\displaystyle n\times n}-matrices over een ring {\displaystyle R} is de groep  {\displaystyle \mathrm {GL} _{n}(R)} van inverteerbare matrices. Voor een commutatieve ring {\displaystyle R} is een element {\displaystyle A} van {\displaystyle \mathrm {M} (n,R)} dan en slechts dan inverteerbaar, als de determinant van {\displaystyle A} inverteerbaar is in {\displaystyle R}. In dat geval wordt {\displaystyle A^{-1}} expliciet gegeven door de regel van Cramer.

### Algemeen
Als in een ring {\displaystyle R} voor {\displaystyle x} en {\displaystyle y} het element {\displaystyle 1-xy} inverteerbaar is, dan is ook {\displaystyle 1-yx} inverteerbaar
met inverse {\displaystyle 1+y(1-xy)^{-1}x}. De uitdrukking voor de inverse kan begrepen worden, maar niet bewezen, door de volgende berekening in een niet-abelse ring van machtreeksen:
{\displaystyle (1-yx)^{-1}=\sum _{n\geq 0}(yx)^{n}=1+y\left(\sum _{n\geq 0}(xy)^{n}\right)x=1+y(1-xy)^{-1}x}

## Eenhedengroep
De eenheden van een ring {\displaystyle R} vormen een  groep {\displaystyle \mathrm {U} (R)} onder vermenigvuldiging, de eenhedengroep van {\displaystyle R}. Andere veel voorkomende notaties voor {\displaystyle \mathrm {U} (R)} zijn {\displaystyle R^{*}}, {\displaystyle R^{\times }} en {\displaystyle \mathrm {E} (R)}. 
Een commutatieve ring is een lokale ring als {\displaystyle R\setminus \mathrm {U} (R)} een maximaal ideaal is. Het blijkt dat als {\displaystyle R\setminus \mathrm {U} (R)} een ideaal is, dan is het noodzakelijkerwijs een maximaal ideaal en is {\displaystyle R} lokaal van {\displaystyle \mathrm {U} (R)}, aangezien een maximaal ideaal onsamenhangend is. Als {\displaystyle R} een eindig lichaam/veld is, dan is {\displaystyle \mathrm {U} (R)} een cyclische groep van de orde {\displaystyle |R|-1}. 
De formulering van de groep eenheden definieert een functor {\displaystyle \mathrm {U} } van de categorie van ringen naar de categorie van groepen: elk ringhomomorfisme {\displaystyle f\colon R\to S} induceert een groepshomomorfisme {\displaystyle \mathrm {U} (f)\colon \mathrm {U} (R)\to \mathrm {U} (S)}, aangezien {\displaystyle f} eenheden toewijst aan eenheden. 

## Geassocieerde elementen
De elementen {\displaystyle r} en {\displaystyle s} van een  commutatieve ring {\displaystyle R} heten geassocieerd als er een eenheid {\displaystyle u\in R} bestaat waarvoor {\displaystyle r=u\,s}, genoteerd als {\displaystyle r\sim s}. In elke ring zijn paren van tegengestelde elementen {\displaystyle x} en {\displaystyle -x} geassocieerd. (De elementen {\displaystyle x} en {\displaystyle -x} zijn niet noodzakelijkerwijs verschillend. In de ring van gehele getallen modulo 6 bijvoorbeeld is {\displaystyle 3=-3}, hoewel {\displaystyle 1\neq -1}. Zo zijn 6 en −6 geassocieerd in {\displaystyle \mathbb {Z} }. Over het algemeen is {\displaystyle \sim } een equivalentierelatie op {\displaystyle R}. 
Geassocieerdheid kan ook worden beschreven in termen van de groepswerking van {\displaystyle \mathrm {U} (R)} op {\displaystyle R} via vermenigvuldiging: Twee elementen van {\displaystyle R} zijn geassocieerd als ze zich in dezelfde {\displaystyle \mathrm {U} (R)}-baan bevinden. In een integriteitsdomein heeft de verzameling van geassocieerden van een gegeven niet-nul element dezelfde kardinaliteit als {\displaystyle \mathrm {U} (R)}.